# Ancas
Ancas ist ein Ort und eine ehemalige Gemeinde (Freguesia) im portugiesischen Kreis Anadia. Die Gemeinde hatte 625 Einwohner (Stand 30. Juni 2011).
Am 29. September 2013 wurden die Gemeinden Ancas, Amoreira da Gândara und Paredes do Bairro zur neuen Gemeinde União das Freguesias de Amoreira da Gândara, Paredes do Bairro e Ancas zusammengefasst.